# Кошелев, Николай Иванович (тяжелоатлет)
Николай Иванович Кошелев (8 апреля 1908, Царское село — 1 мая 1983, Санкт-Петербург) — тяжелоатлет, заслуженный мастер спорта СССР, заслуженный тренер СССР, судья всесоюзной (1939) и международной категорий, организатор спортивных мероприятий; также участник Великой Отечественной войны.

## Биография
Тяжёлой атлетикой начал заниматься в заводском кружке, отличался высокой сосредоточенностью на тренировках.
Установил 30 всесоюзных рекордов в весовых категориях 67,5 кг, 75 кг, 82,5 кг, из них 11 рекордов СССР по упражнениям классического троеборья.
Выступал в Ленинграде за Вооружённые силы СССР и Добровольное спортивное общество (ДСО) Металлист и Зенит; был тренером ДСО «Труд».
Окончил ГИФК имени П. Ф. Лесгафта.
В 1930-х годах — один из лучших тяжелоатлетов мира, 1934—1937 — Чемпион СССР в весовой категории 75 кг .
В 1934 году в Центральном парке культуры и отдыха Москвы в чемпионате СССР Кошелев показал лучшие результаты во всех пяти движениях (тогда в тяжелой атлетике было пятиборье), установив сразу три рекорда СССР.
В 1935 году в апреле на соревнованиях Кошелев взял в толчке левой рукой 103,6 кг против 100,0 кг немца Бюрера — мирового рекорда на тот момент.
В 1937 году — заслуженный мастер спорта СССР.
В 1938 году Кошелев занял второе место.
В 1941—1945 годы Кошелев был на службе, обороняя Ленинград. В звании старший лейтенант Кошелев был награждён двумя орденами Отечественной войны II степени, орденом Красной Звезды, медалями «За оборону Ленинграда», «За победу над Германией» и другими.
В 1948 году организовал первую в СССР Детско-юношескую спортивную школу по тяжёлой атлетике, которую долгие годы возглавлял как старший тренер. Председатель Федерации тяжёлой атлетики Ленинграда.
В. Ф. Краевский создал разборную штангу оригинальной конструкции, с тремя отметками: одна в центре грифа для подъёма одной рукой, и две по краям; и дисками 2-10 фунтов. С 1897 она применялась на соревнованиях. Позднее её улучшили — до 1917 года С. Д. Дмитриев и в советское время Ян Спарре и Н. И. Кошелев.
В 1950-е годы «кошелевскую штангу» признали лучшей в мире. Высококвалифицированный слесарь-механик Кошелев постоянно совершенствовал тяжелоатлетические снаряды; как техник гиревого спорта, он довёл работу со штангой до высокой степени точности механизма и, улучшая штангу Краевского, Кошелев разработал специальные замки для закрепления дисков, создав высококачественную штангу международного образца. К концу 60-х годов фирмы «Элейко» (Швеция) и «Шнелль» (ФРГ) стали изготавливать бесшумные штанги с обрезиненными дисками. В Играх XXII Олимпиады, проходивших в Москве в 1980 году, уже использовалась новая бесшумная штанга с резиновыми дисками разного цвета окраски, изготовленная советскими специалистами.
1 мая 1983 года скончался, похоронен на Большеохтинском кладбище в Санкт-Петербурге.

## Награды
- Медаль «За оборону Ленинграда» (1942)
- Медаль «За боевые заслуги» (23.10.1943)
- Орден Отечественной войны II степени (29.05.1945, ...)
- Орден Красной Звезды (12.06.1945)
- Медаль «За победу над Германией в Великой Отечественной войне 1941—1945 гг.» (1945)
- Медаль «За трудовую доблесть» (27.04.1957) — «за успехи, достигнутые в деле развития массового физкультурного движения в стране, повышения мастерства советских спортсменов, и успешное выступление на международных соревнованиях»